# Pistacia mexicana
Pistacia mexicana, vrsta američke pistacije koja raste u Teksasu, južnom Meksiku, Gvatemali i Hondurasu na visinama od 500 do 2 500 metara nadmorske visine.
Američka pistacija je grm ili manje drvo. Cvijet je bile boje, a cvate od ožujka do kolovoza. Plod je primamljiv pticama. Prirodna staništa joj se smanjuju zbog pretvaranja tla u oranice i pašnjake.

## Sinonimi
- Lentiscus mexicana Kuntze
- Pistacia texana Swingle
- Rhus mexicana (Kunth) A.Gray